# L'aquarium et la Nation
L'aquarium et la Nation è un cortometraggio del 2015 diretto da Jean-Marie Straub tratto dal romanzo Les noyers de l'Altenburg di André Malraux.